# La Longue Marche (film, 1966)
Pour les articles homonymes, voir Longue Marche (homonymie).
Pour plus de détails, voir Fiche technique et Distribution.
La Longue Marche est un film français d'Alexandre Astruc sorti en 1966.

## Synopsis
Un groupe de partisans, dénoncé par des paysans en juin 1944, est contraint de fuir à travers les Cévennes, et tente de rejoindre le Vercors.

## Fiche technique
- Titre : La Longue Marche
- Réalisation : Alexandre Astruc
- Scénario : Jean-Charles Tacchella et Alexandre Astruc
- Musique : Antoine Duhamel
- Photographie : Jean-Jacques Rochut
- Pays de production :  France
- Genre : Drame
- Durée : 95 minutes
- Format : Noir et blanc - 35 mm - Son mono
- Date de sortie : 
  - France : 27 mai 1966

## Distribution
- Robert Hossein : Carnot
- Maurice Ronet : Le docteur Chevalier
- Jean-Louis Trintignant : Philippe
- Paul Frankeur : Morel
- Jean-Pierre Kalfon : Pitou
- Vincent Kaldor : Chabrol
- Willy Braque : Robert
- Robert Dalban : le pharmacien
- Berthe Granval : la fille du pharmacien
- Guy Astruc
- Alain Augé
- Claude Augé
- Henri Aurard
- J.P. Avensac